# Juan Musso
Juan Musso, né le 6 mai 1994 à San Nicolás de los Arroyos en Argentine, est un footballeur international argentin qui évolue au poste de gardien de but à l'Atlético de Madrid, en prêt de l'Atalanta Bergame.

## Carrière

### Racing Club
Né à San Nicolás de los Arroyos en Argentine, Juan Musso fait ses premiers pas dans le monde professionnel avec l'un des clubs les plus populaires d'Argentine, le Racing Club. Il participe notamment à la Copa Libertadores, jouant son premier match dans cette compétition le 28 février 2018 contre les Brésiliens du Cruzeiro EC. Il est titularisé et son équipe s'impose par quatre buts à deux.

### Udinese Calcio
En juillet 2018, il rejoint l'Europe et le club italien de l'Udinese Calcio pour une somme de 4 millions d'euros et un contrat de 5 ans. Il est en concurrence avec l'habituel titulaire au poste de gardien de buts, Simone Scuffet. Juan Musso fait ses débuts avec son nouveau club lors d'un match de Serie A contre le Genoa CFC, le 28 octobre 2018. Il encaisse ses premiers buts dans ce match qui se termine sur le score de 2-2. Musso enchaîne ensuite les matchs avec l'Udinese au détriment de Scuffet, relégué sur le banc et qui finit par être prêté par le club. Musso devient alors titulaire.
Lors de la saison 2019-2020 il est le gardien qui a joué le plus de matchs sans encaisser de buts en Serie A avec 14 rencontres où il a gardé sa cage inviolée.

### Atalanta Bergame
Le 2 juillet 2021, Juan Musso s'engage en faveur de l'Atalanta Bergame pour un contrat courant jusqu'en juin 2025. Le transfert est estimé à 20 millions d'euros,. Avec l'Atalanta il découvre la coupe d'Europe, faisant sa première apparition en Ligue des champions le 14 septembre 2021 contre le Villarreal CF. Il est titularisé et les deux équipes se neutralisent (2-2). Il remporte la Ligue Europa lors de la saison 2023-24.

### Atlético de Madrid
Le 27 août 2024, Juan Musso rejoint l'Atlético de Madrid sous la forme d'un prêt d'une saison, avec obligation d'achat sous certaines conditions.

### En sélection
En mars 2019, Juan Musso est appelé pour la première fois par le sélectionneur de l'équipe nationale d'Argentine, Lionel Scaloni. Il honore sa première sélection le 26 mars 2019 contre le Maroc en entrant en jeu à la place d'Esteban Andrada (victoire 0-1 de l'Argentine).
Il est retenu avec l'Argentine pour participer à la Copa América 2019 mais il ne joue aucun match, étant le troisième gardien du groupe derrière le titulaire Franco Armani et Agustín Marchesín.
Il fait partie de la liste des 28 joueurs retenus par Lionel Scaloni, le sélectionneur de L'Albiceleste, pour participer à la Copa América 2021.

## Palmarès

### En club
- Atalanta Bergame
  - Ligue Europa
    - Vainqueur : 2024

  - Coupe d'Italie
    - Finaliste : 2024

### En sélection
|  |  | - Argentine - Copa América - Vainqueur : 2021 - Troisième : 2019 |

## Statistiques
| Saison                | Club                  | Championnat           | Championnat | Championnat | Coupe(s) nationale(s) | Coupe(s) nationale(s) | Compétition(s) continentale(s) | Compétition(s) continentale(s) | Compétition(s) continentale(s) | Total | Total |
| Saison                | Club                  | Division              | M.          | B.          | M.                    | B.                    | Comp.                          | M.                             | B.                             | M.    | B.    |
| 2016-2017             | Racing Club           | 1                     | 1           | 0           | 2                     | 0                     | CS                             | 5                              | 0                              | 8     | 0     |
| 2017-2018             | Racing Club           | 1                     | 22          | 0           | 0                     | 0                     | CL                             | 6                              | 0                              | 28    | 0     |
| Sous-total            | Sous-total            | Sous-total            | 23          | 0           | 2                     | 0                     | -                              | 11                             | 0                              | 36    | 0     |
| 2018-2019             | Udinese Calcio        | 1                     | 29          | 0           | 0                     | 0                     | -                              | -                              | -                              | 29    | 0     |
| 2019-2020             | Udinese Calcio        | 1                     | 38          | 0           | 1                     | 0                     | -                              | -                              | -                              | 39    | 0     |
| 2020-2021             | Udinese Calcio        | 1                     | 35          | 0           | 1                     | 0                     | -                              | -                              | -                              | 36    | 0     |
| Sous-total            | Sous-total            | Sous-total            | 102         | 0           | 2                     | 0                     | -                              | -                              | -                              | 104   | 0     |
| 2021-2022             | Atalanta Bergame      | 1                     | 33          | 0           | 2                     | 0                     | C1+C3                          | 6+6                            | 0+0                            | 47    | 0     |
| 2022-2023             | Atalanta Bergame      | 1                     | 21          | 0           | 2                     | 0                     | -                              | -                              | -                              | 23    | 0     |
| 2023-2024             | Atalanta Bergame      | 1                     | 10          | 0           | 1                     | 0                     | C3                             | 5                              | 0                              | 16    | 0     |
| Sous-total            | Sous-total            | Sous-total            | 64          | 0           | 5                     | 0                     | -                              | 17                             | 0                              | 86    | 0     |
| Total sur la carrière | Total sur la carrière | Total sur la carrière | 189         | 0           | 9                     | 0                     | -                              | 28                             | 0                              | 226   | 0     |

### En sélection nationale
| Saison                | Sélection             | Phases finales        | Phases finales | Phases finales | Éliminatoires CDM | Éliminatoires CDM | Matchs amicaux | Matchs amicaux | Total | Total |
| Saison                | Sélection             | Compétition           | M              | B              | M                 | B                 | M              | B              | M     | B     |
| --------------------- | --------------------- | --------------------- | -------------- | -------------- | ----------------- | ----------------- | -------------- | -------------- | ----- | ----- |
| 2018-2019             | Argentine             | Copa América 2019     | 0              | 0              | -                 | -                 | 1              | 0              | 1     | 0     |
| 2019-2020             | Argentine             | -                     | -              | -              | -                 | -                 | 0              | 0              | 0     | 0     |
| 2020-2021             | Argentine             | Copa América 2021     | 0              | 0              | 0                 | 0                 | -              | -              | 0     | 0     |
| 2021-2022             | Argentine             | Finalissima 2022      | -              | -              | 1                 | 0                 | 0              | 0              | 1     | 0     |
| 2023-2024             | Argentine             | Copa América 2024     | -              | -              | 0                 | 0                 | -              | -              | 0     | 0     |
| Total sur la carrière | Total sur la carrière | Total sur la carrière | 0              | 0              | 1                 | 0                 | 1              | 0              | 2     | 0     |